# Worms: Open Warfare
Worms: Open Warfare es un videojuego de estrategia por turnos. Fue desarrollado por Team17 y publicado por THQ para PlayStation Portable y Nintendo DS. Hay varios otros videojuegos Worms en la serie Worms. El juego marcó el regreso de Team17 a sus raíces 2D. El juego generó una secuela, Worms: Open Warfare 2, que también está disponible en Nintendo DS y PlayStation Portable.

## Gameplay
En Worms: Open Warfare, el jugador toma el control de un ejército de gusanos. El objetivo del juego es derrotar al ejército contrario a través de la reducción de los puntos de salud de los gusanos enemigos utilizando diversos tipos de armas, evitando el fuego amistoso y otros obstáculos. Las armas y gadgets que usas en la batalla incluyen granada de mano, misiles, bazucas, bombas de racimo , bombas de plátano (ficticia), dinamita, ataques aéreos, escopetas y muchos más. También puede elegir entre una variedad de configuraciones para luchar y hacer sus propios esquemas y equipos.
El juego se juega en rondas con cada gusano comenzando con 100 puntos de golpe. Cada equipo se turna para controlar uno de sus gusanos. El jugador se suele asignar 60 segundos por turno para mover su gusano alrededor del campo de batalla y atacar a los gusanos oponentes, aunque este límite de tiempo es personalizable cuando se juega a juegos sin carrera. Sólo se permite un ataque por turno.
Además de los turnos individuales de cada jugador, cada ronda tiene un límite de tiempo de 20 minutos. Si el cronómetro ronda hasta las 0:00 antes de que un equipo reclame la victoria, el HP de cada gusano cae a 1, creando un escenario de muerte súbita. Durante el transcurso de una ronda, las cajas que contienen salud o armas ocasionalmente caerán y el nivel del agua subirá.

## Recepción
Worms: Open Warfare fue recibido con críticas regulares. Páginas web de reseñas como GameRankings y Metacritic dieron a la versión PSP 71.29% sobre la base de 21 revisiones y 70/100 basado en 22 revisiones y la versión de DS 63.60% sobre la base de 25 revisiones y 64/100 basado en 24 revisiones.
GamesRadar elogió los gráficos y el modo multijugador local, pero criticó la omisión del multijugador en línea y la inteligencia artificial (enlace roto disponible en Internet Archive; véase el historial, la primera versión y la última)..